# Baron Grey of Rotherfield

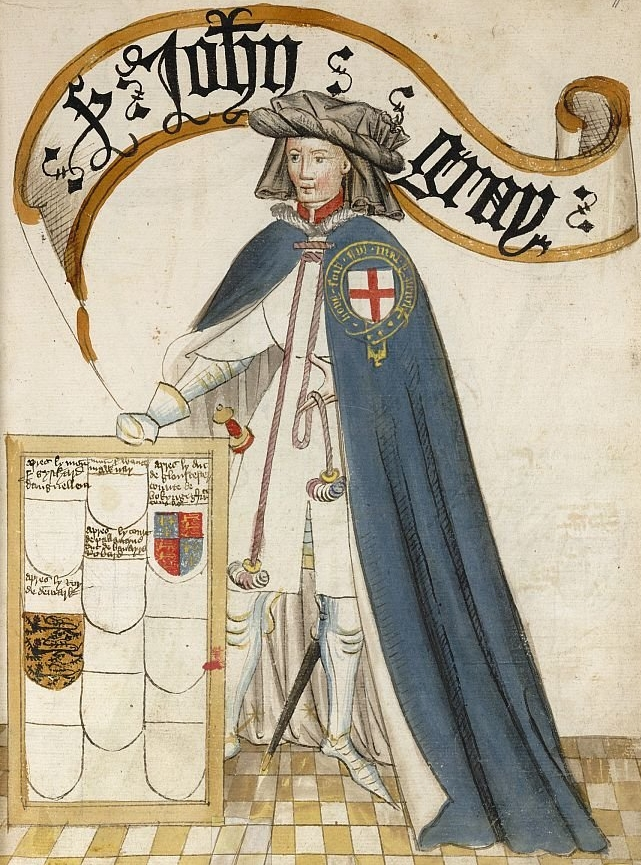
John Grey, 1. Baron Grey of Rotherfield als Ritter des Hosenbandordens

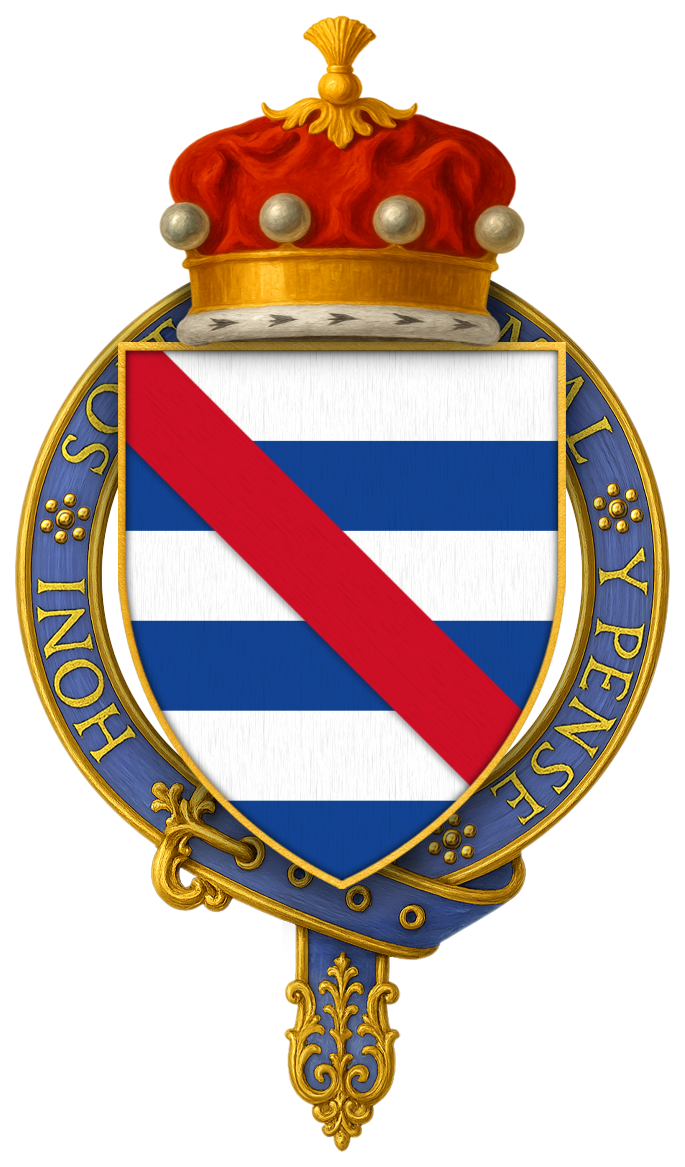
Wappen des 1. Baron Grey of Rotherfield

Baron Grey of Rotherfield war ein erblicher britischer Adelstitel in der Peerage of England.
Familiensitz der Barone war Greys Court in Rotherfield Greys in Oxfordshire.

## Verleihung
Der Titel wurde am 25. August 1338 für den Höfling und Militär Sir John de Grey geschaffen, indem dieser durch Writ of Summons ins Parlament berufen wurde. 1348 wurde er als Gründungsmitglied in den Hosenbandorden aufgenommen.
Der Titel ruhte seit dem Tod des 4. Barons am 14. Januar 1388, der keine Söhne hatte. Dessen einzige Tochter Joan und deren Nachkommen haben den Titel nie formell wirksam beansprucht. Als 1485 ihr Urenkel und Erbe Francis Lovel, 1. Viscount Lovel, 9. Baron Lovel, 6. Baron Holand wegen Hochverrates vom Parlament geächtet wurde (Bill of Attainder) war auch der de-iure-Anspruch auf die Zuerkennung der Baronie Grey of Rotherfield endgültig verwirkt.

## Liste der Barone Grey of Rotherfield (1338)
- John Grey, 1. Baron Grey of Rotherfield (1300–1359)
- John Grey, 2. Baron Grey of Rotherfield (1320–1375)
- Bartholomew Grey, 3. Baron Grey of Rotherfield (1351–1376)
- Robert Grey, 4. Baron Grey of Rotherfield († 1388) (Titel ruhend 1388)